# Orquesta Sinfónica de Atlanta
La Orquesta Sinfónica de Atlanta (en inglés: Atlanta Symphony Orchestra, abreviada como ASO) es una agrupación orquestal estadounidense con sede en Atlanta, Georgia, que fue fundada en 1945. Su sala de conciertos habitual es el Atlanta Symphony Hall en el Woodruff Arts Center. Robert Spano es su director musical desde 2001. 

## Historia
La orquesta fue fundada en 1945, y realizó su primer concierto con el nombre de Joven Orquesta Sinfónica de Atlanta y bajo la dirección de Henry Sopkin, un educador musical de Chicago que siguió siendo su director hasta 1966. La organización cambió su nombre al actual en 1947, y pronto comenzó a atraer a solistas bien conocidos como Isaac Stern y Glenn Gould. En 1967, con la salida de Sopkin, Robert Shaw (fundador de la Coral Robert Shaw) se convirtió en el director. En 1970, Shaw fundó un coro especialmente para la orquesta, el Coro de la Orquesta Sinfónica de Atlanta (ASOC). En 1988, Yoel Levi se convirtió en director musical y principal. Levi se convirtió en Director Musical emérito en el año 2000, y fue sucedido por Robert Spano. 
En 2003 la ASOC visitó Berlín, donde se realizaron tres ejecuciones del Réquiem de Guerra de Benjamin Britten con la Orquesta Filarmónica de Berlín, bajo la dirección del entonces principal director invitado de la ASO Donald Runnicles. 
La principal sala de conciertos de la ASO es el Atlanta Symphony Hall, en el Woodruff Arts Center. Realiza una amplia serie de conciertos al aire libre durante el verano en el Chastain Park de Atlanta y en otros parques en la zona. En febrero de 2005, la orquesta dio a conocer planes para la nueva sala de conciertos Atlanta Symphony Center, diseñada por el arquitecto español Santiago Calatrava.

## Grabaciones
La ASO y el Coro de la ASO hicieron su primera grabación, un álbum 2-LP de Navidad titulado Nativity, para Turnabout/Vox Records en 1975, bajo la dirección de Robert Shaw. En 1978, la ASO se convirtió en la primera orquesta de Estados Unidos en hacer una grabación digital destinada a la venta comercial, interpretando El pájaro de fuego de Ígor Stravinski y extractos de la ópera El Príncipe Igor de Aleksandr Borodín para el sello Telarc. En 2004, la orquesta inició un acuerdo con el sello Deutsche Grammophon para grabar varias obras del compositor Osvaldo Golijov, mientras que continúa su relación continua con Telarc que ha dado lugar a numerosos premios Grammy. 
Sin embargo, una de las grabaciones más famosas de la orquesta y el coro es la de la Novena Sinfonía de Beethoven, bajo la dirección de Robert Shaw, fue grabado para la discográfica desaparecida Pro Arte.

## Directores
- 1945–1966 Henry Sopkin
- 1967–1988 Robert Shaw, director musical; director musical emérito y laureado, 1988-1999.
- 1988–2001 Yoel Levi
- 2001–2021 Robert Spano, director musical y posteriormente nombrado director laureado.[1]
- 2022–  Nathalie Stutzmann